# Tribunal judiciaire de Lyon
Le tribunal judiciaire de Lyon, est une juridiction de première instance relevant de la cour d'appel de Lyon, situé au 67 rue Servient à Lyon, en France.
C'est la 3e juridiction nationale après celles de Paris et de Bobigny [réf. nécessaire]. 

## Bâtiment
Le bâtiment dit du « nouveau palais de justice de Lyon (d) » ou « Cité judiciaire » remplace en 1995 le Palais des 24 colonnes. Il est l'œuvre de l'architecte Yves Lion. Le coût total du chantier s'élève à 530 millions de francs. Outre le tribunal judiciaire de Lyon, le bâtiment accueille le tribunal de commerce.

## Organisation

### Présidents
- 2011-2015 : Paul-André Breton (d) ;
- 2015- 2020: Thierry Polle ;
- depuis septembre 2020 : Michaël Janas (d).

### Procureurs
- 2012-2018 : Marc Cimamonti (d) ;
- depuis 2019 : Nicolas Jacquet (d).

## Photographies

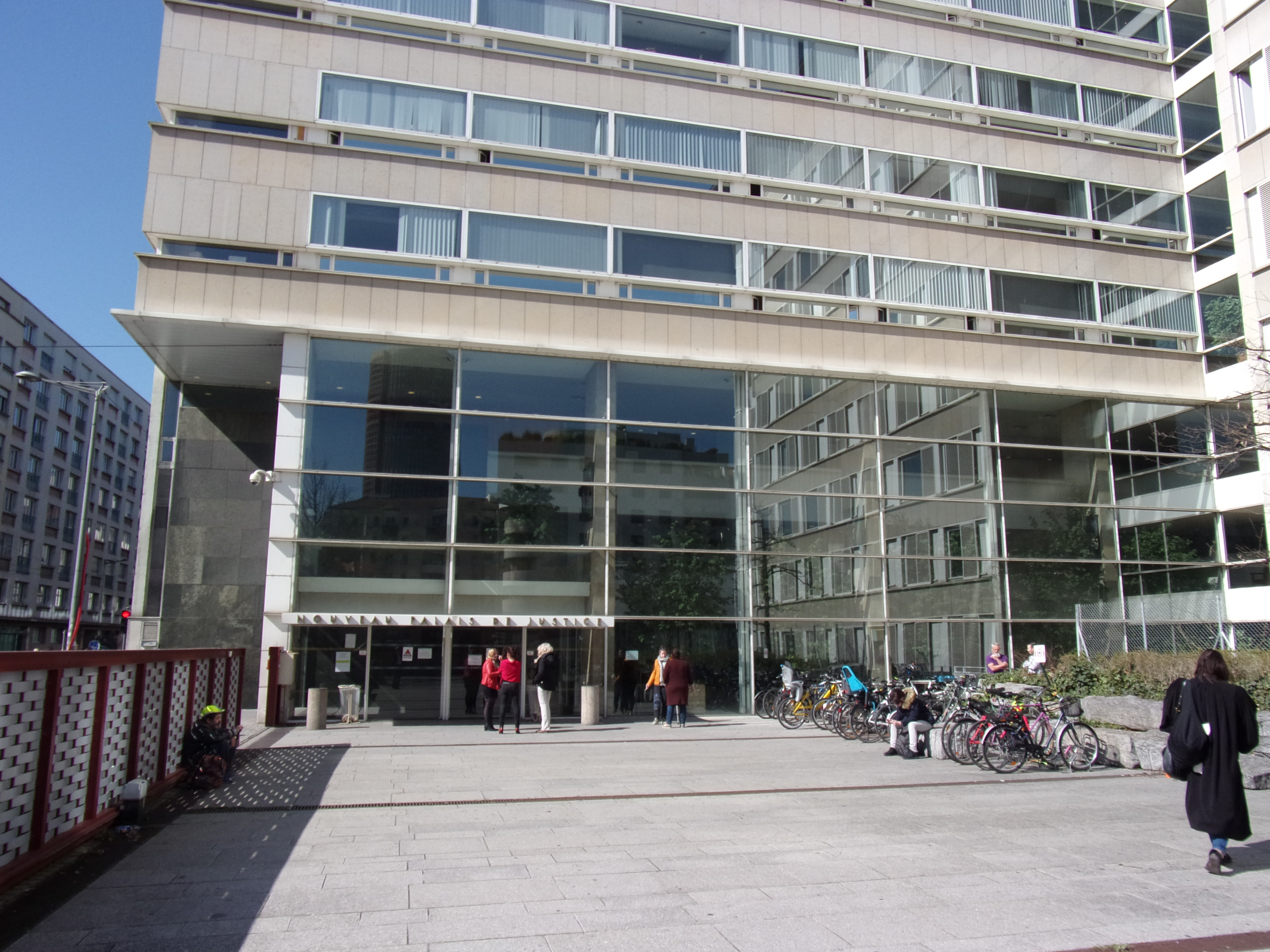
Entrée du tribunal judiciaire de Lyon.
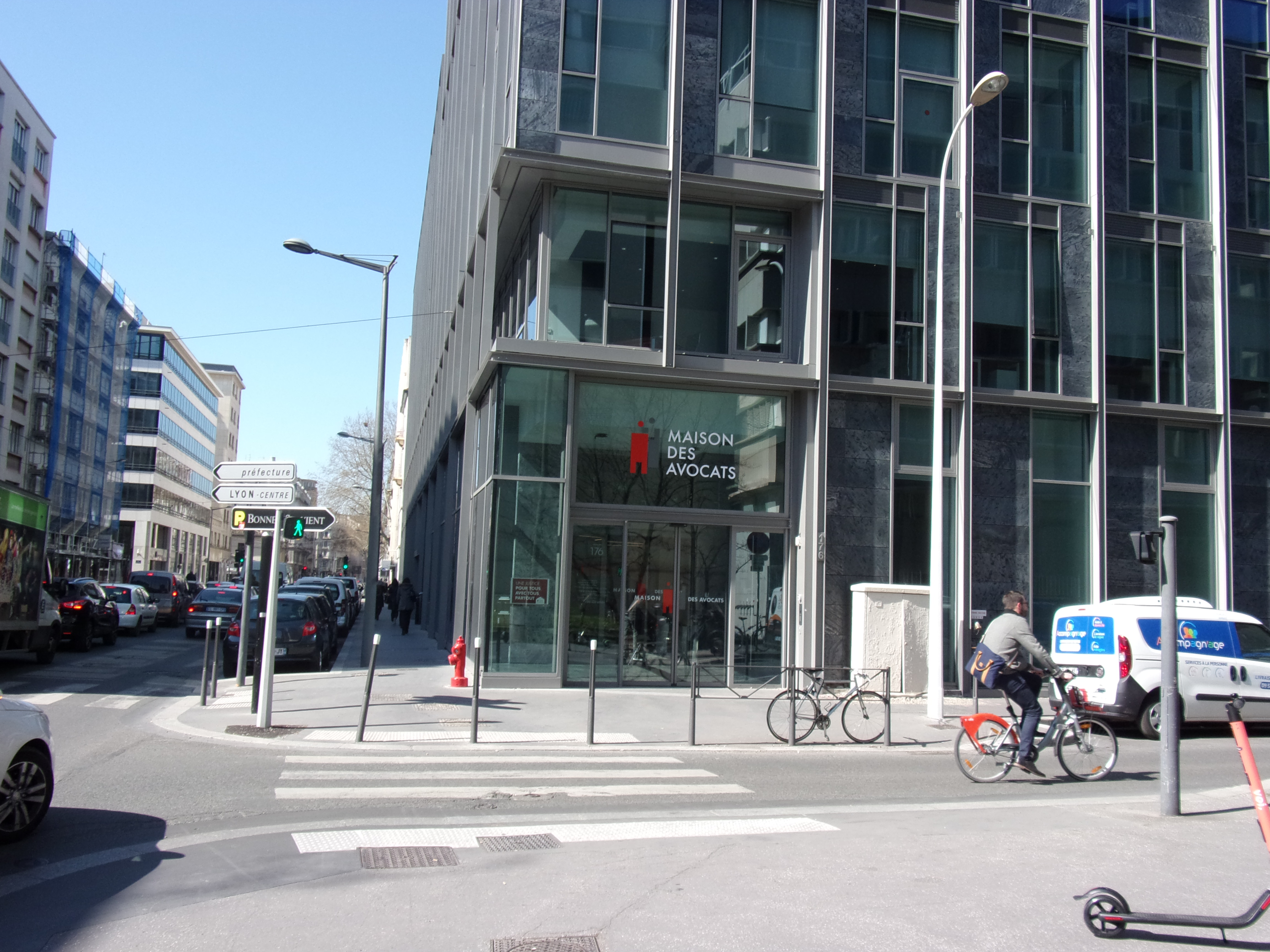
Maisons des avocats, en face du tribunal judiciaire.

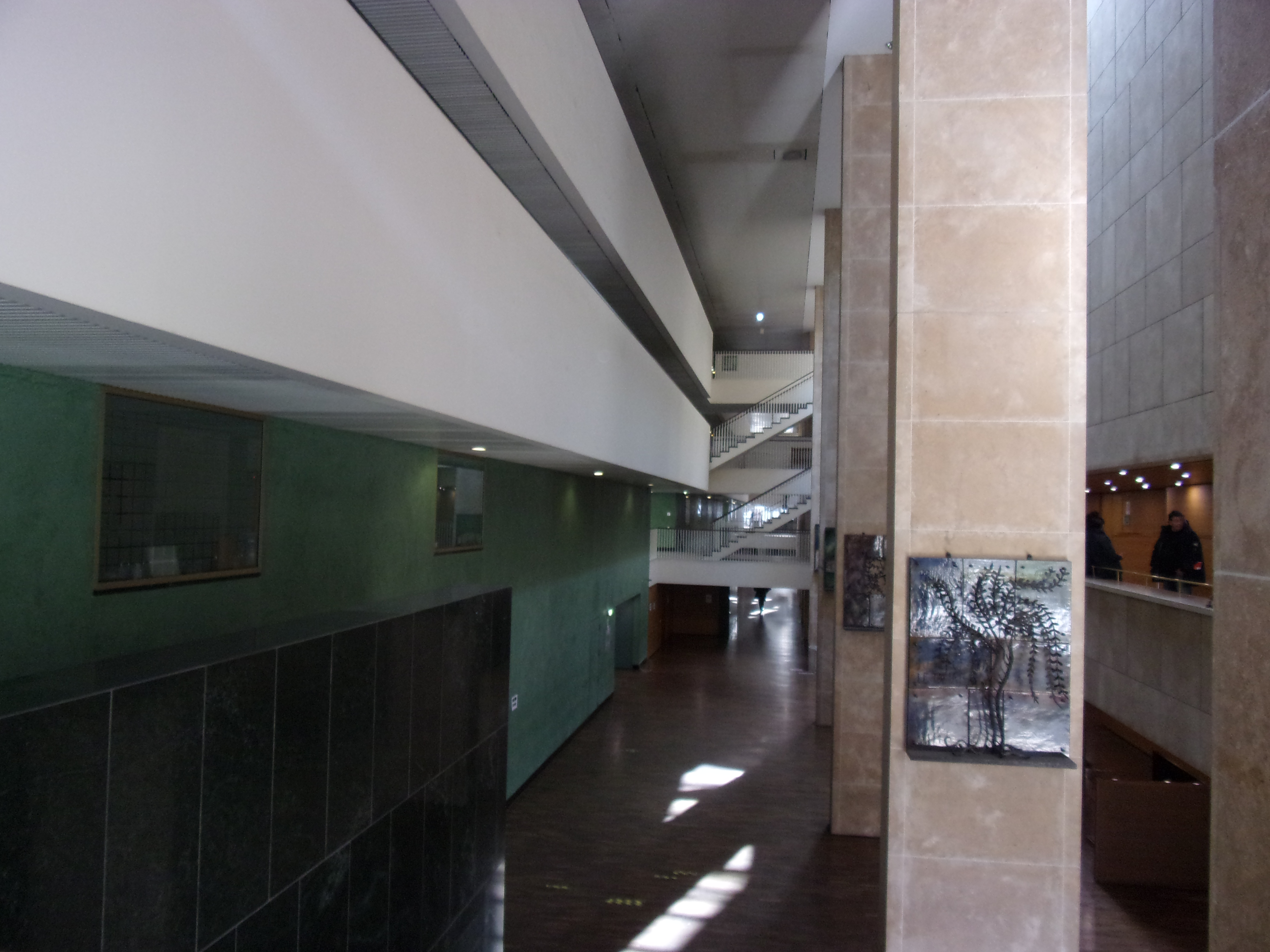
Rez-de-chaussée.
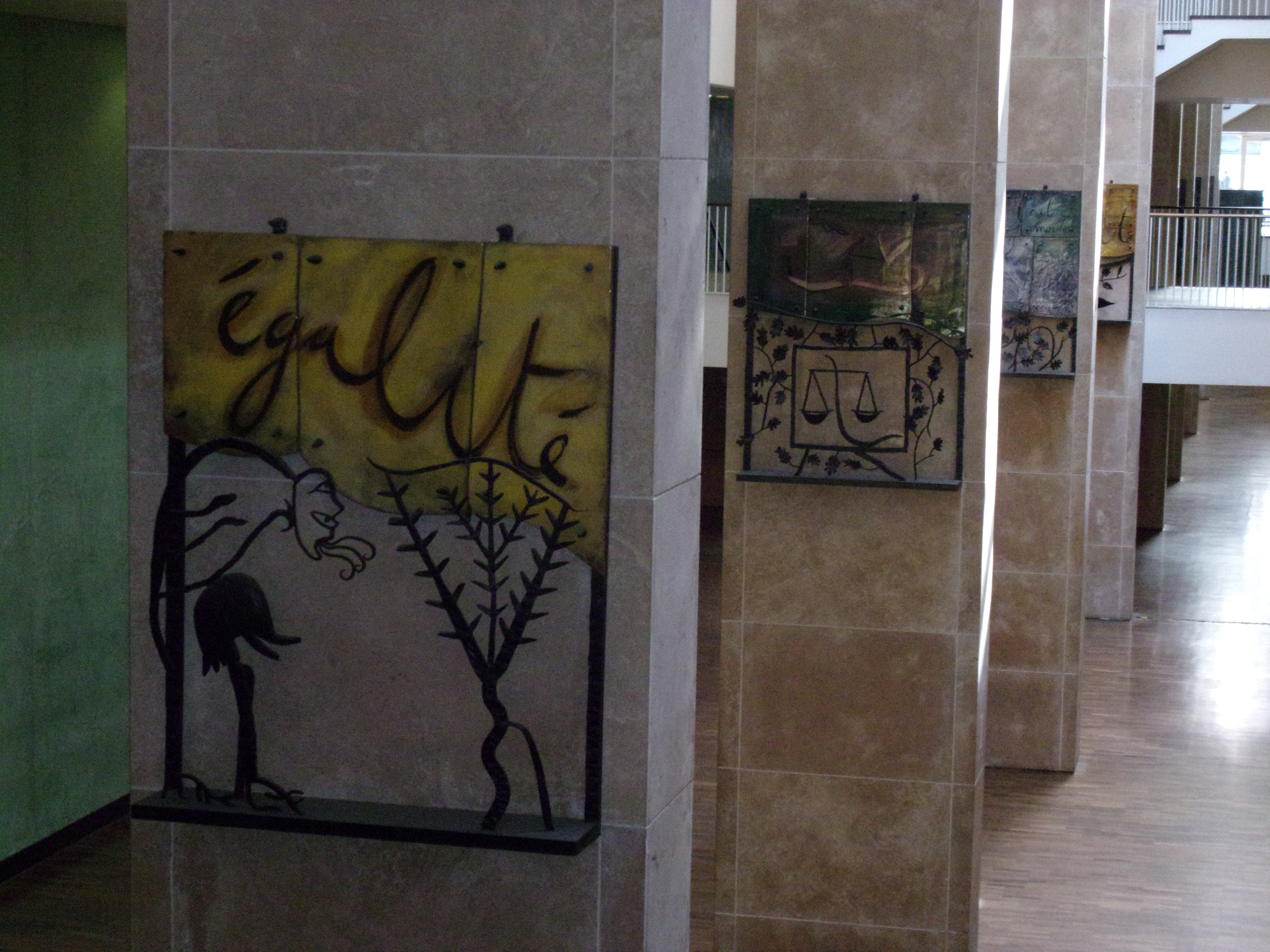
Rez-de-chaussée.
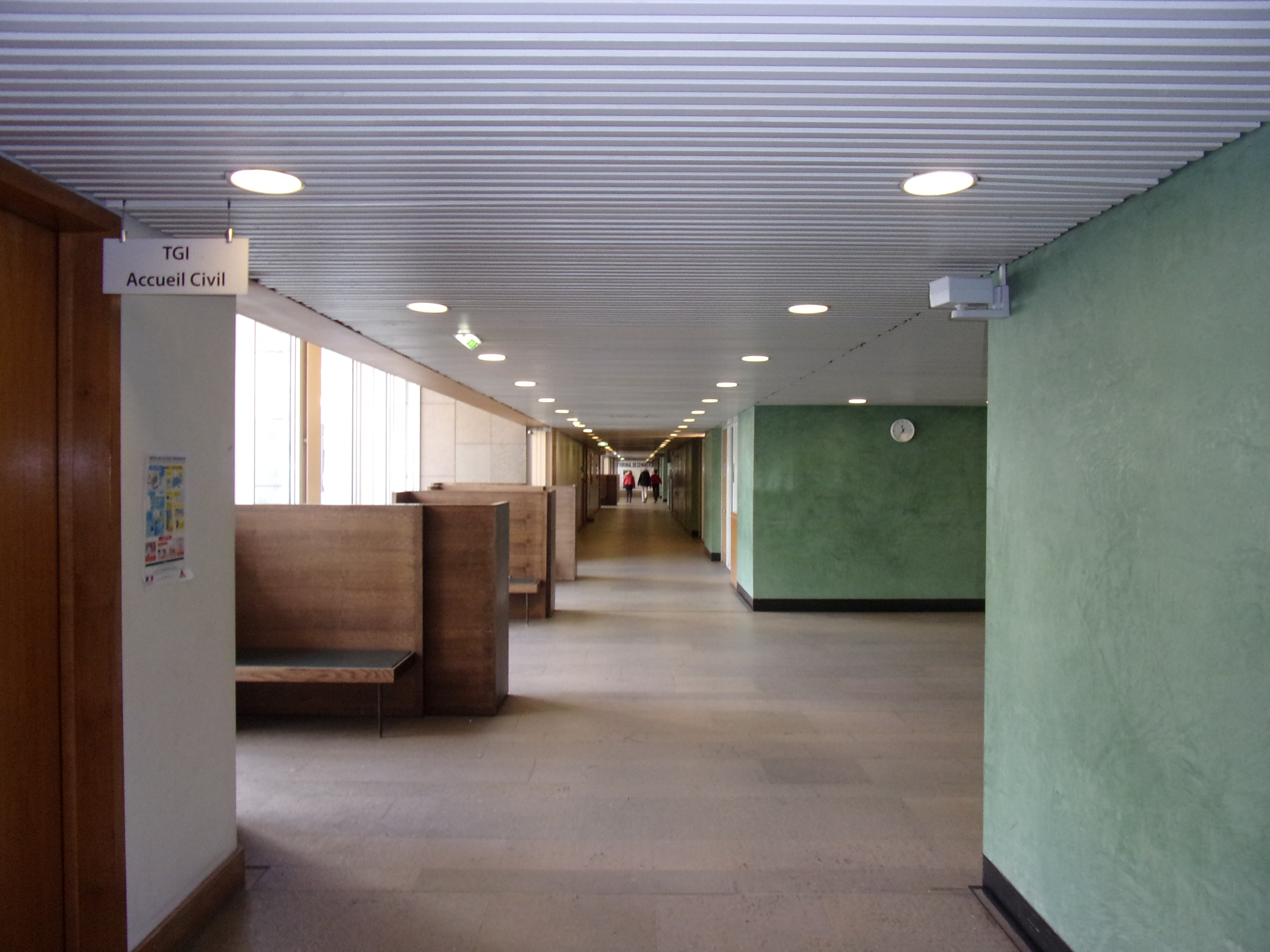
Premier étage.
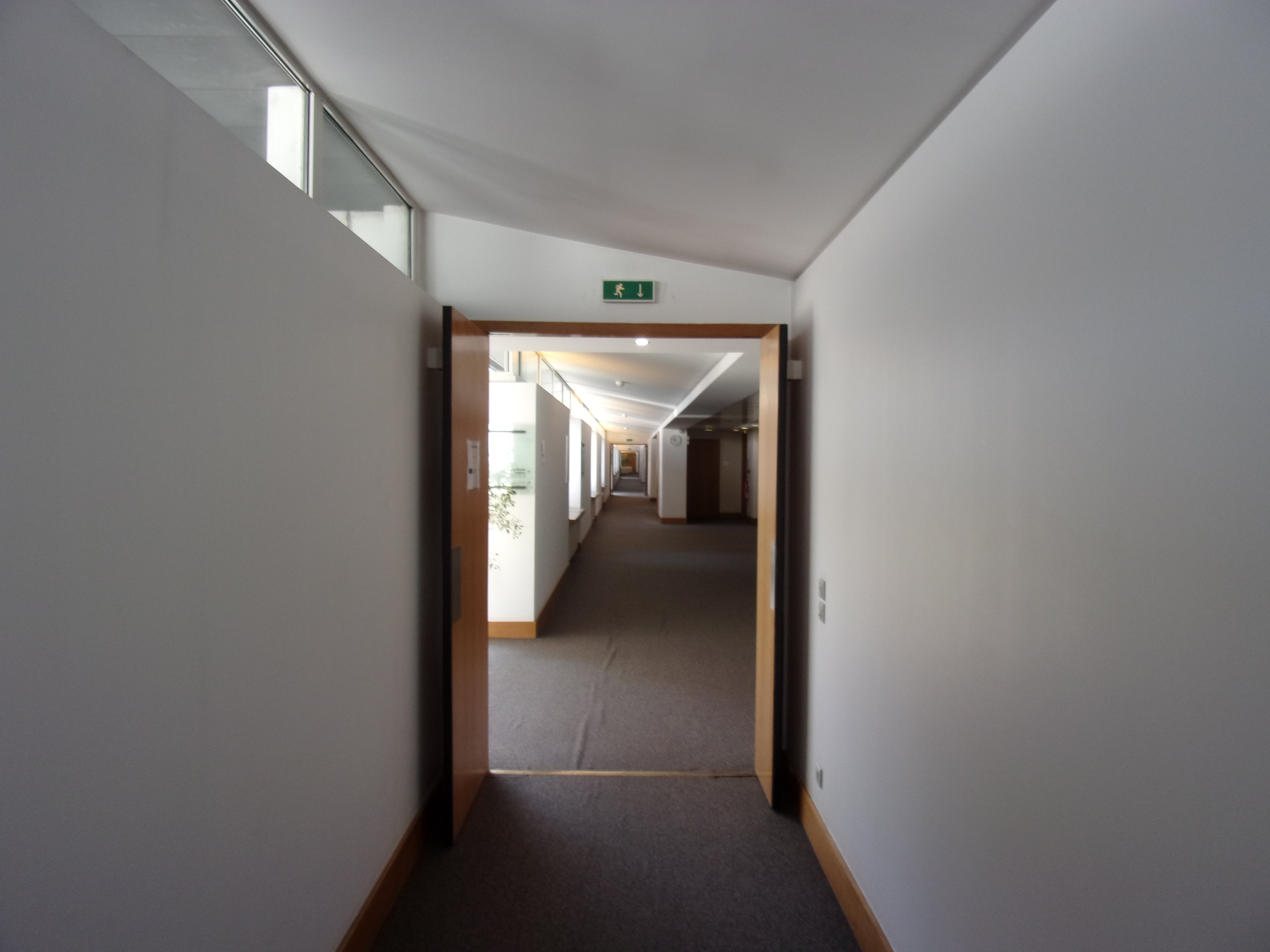
Septième étage.
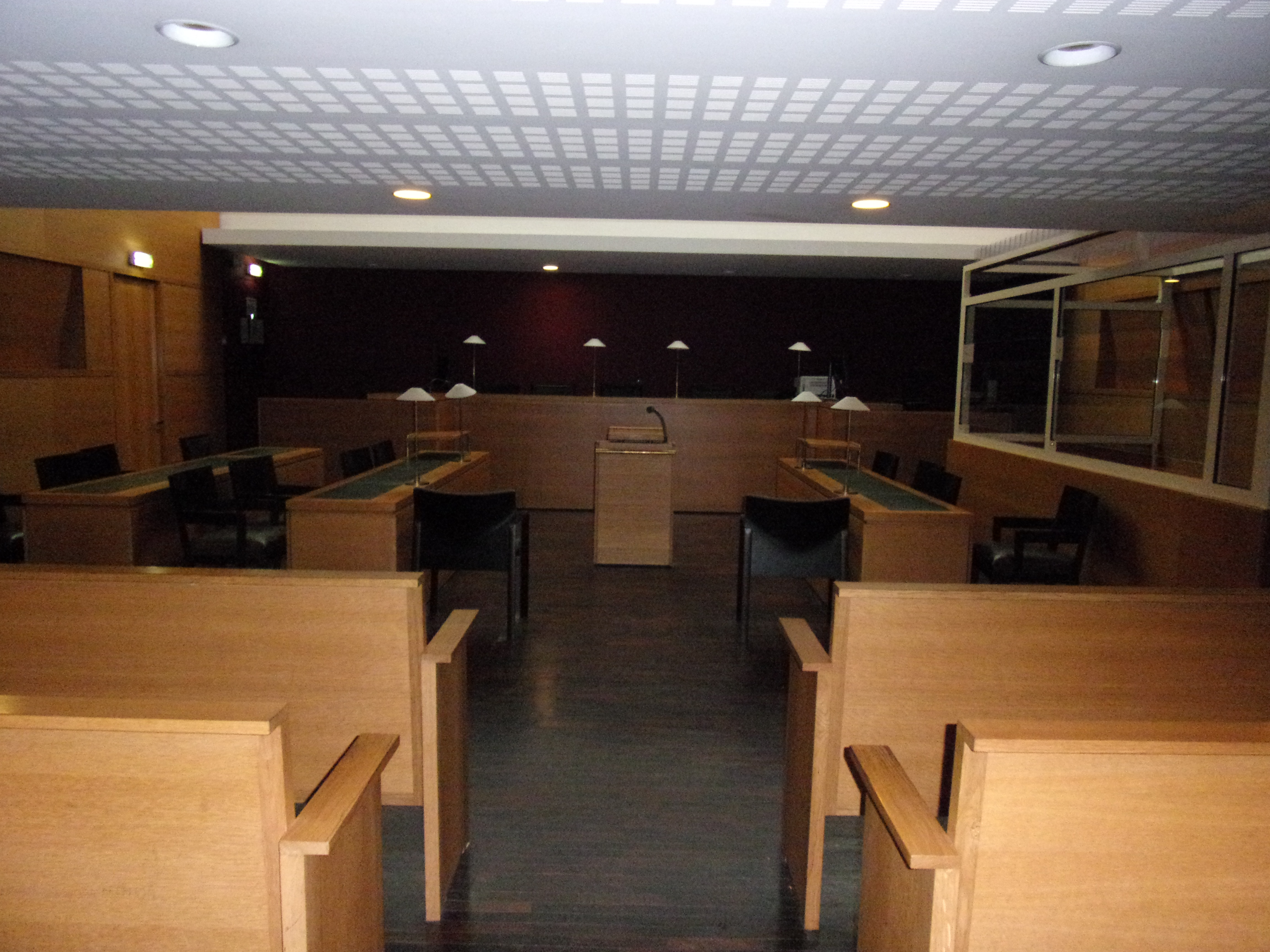
Salle d'audience G.
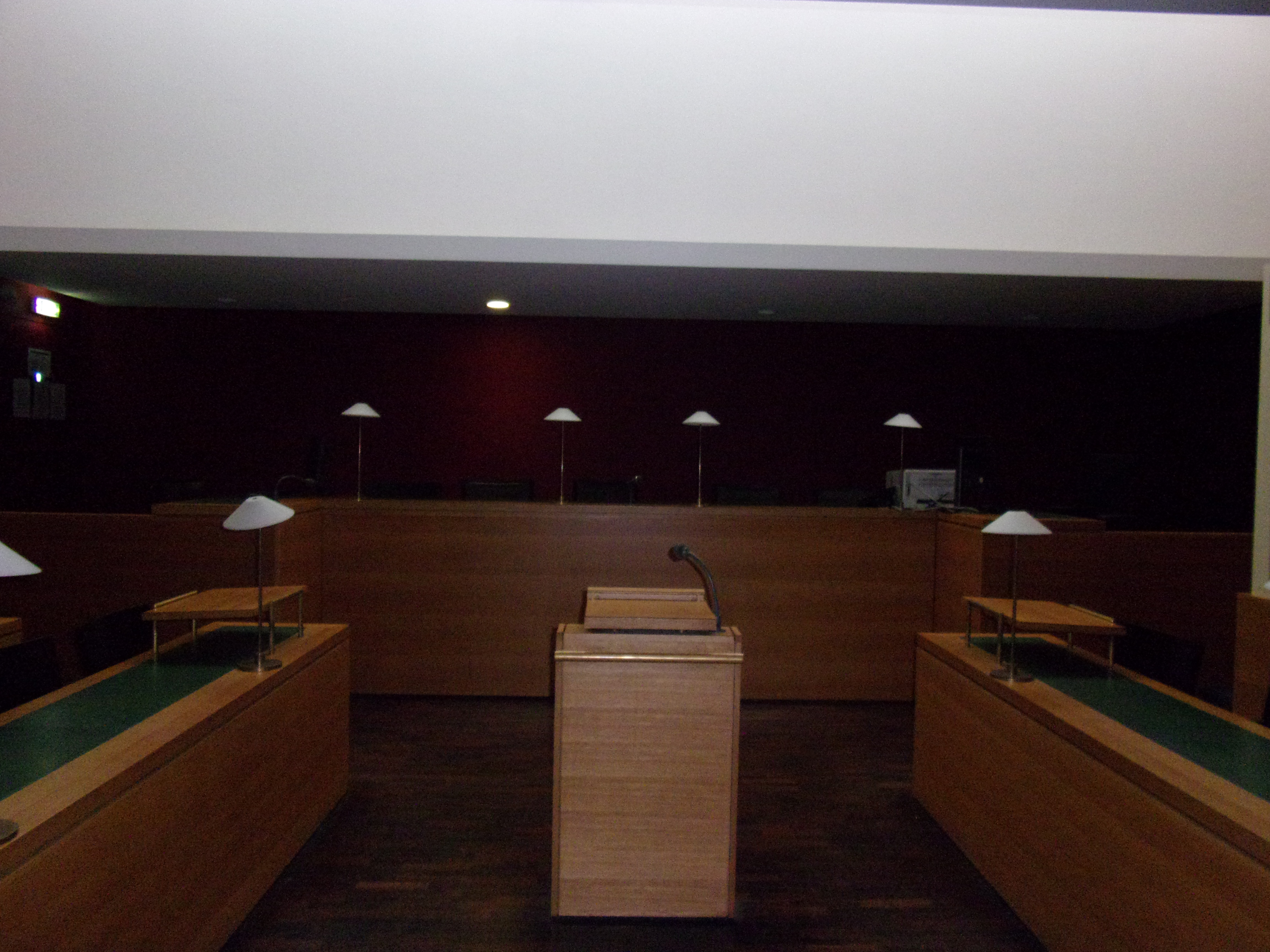
Salle d'audience G.
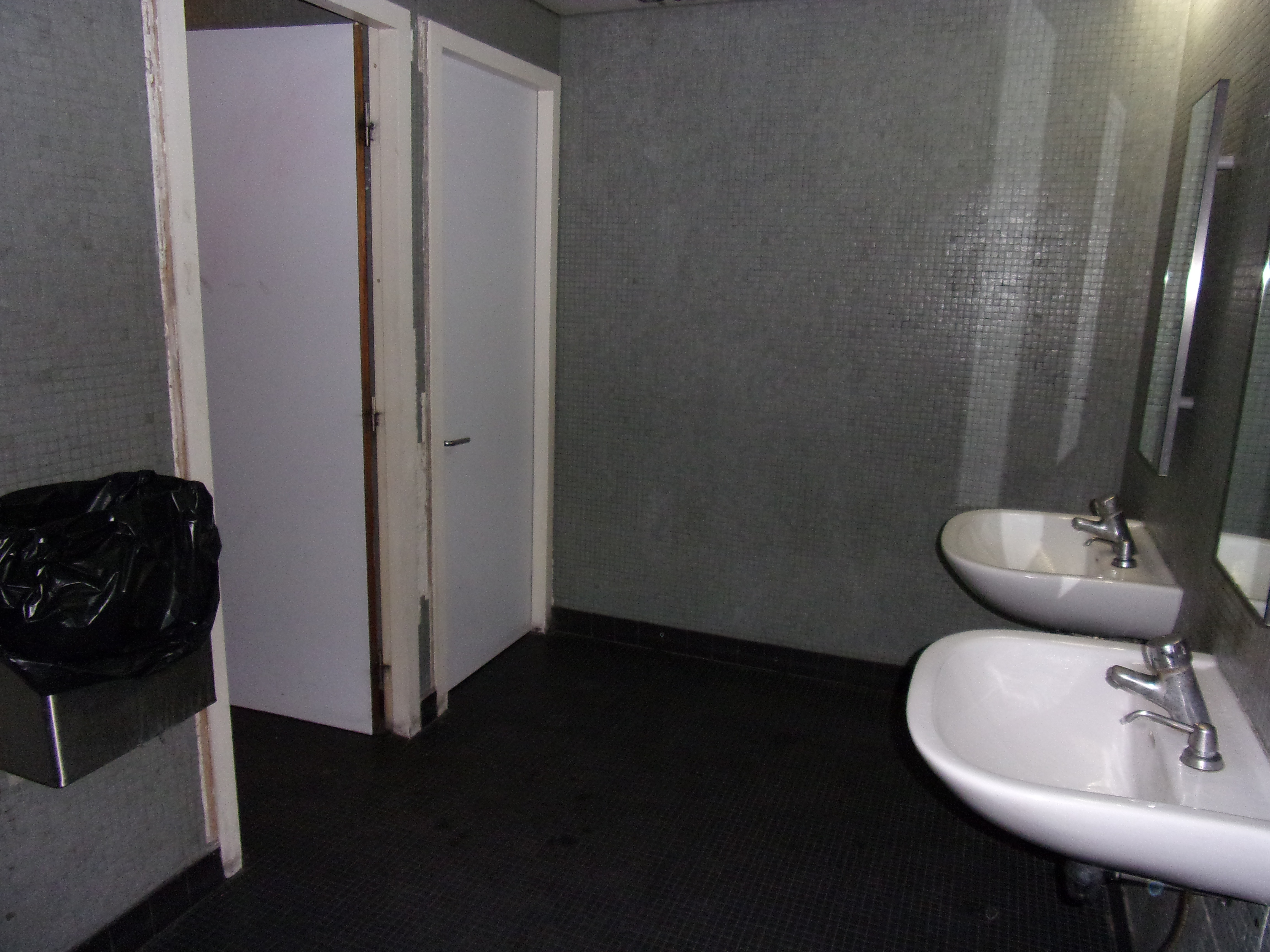
Toilettes publiques près de la salle d'audience G.